# Visites de maintenance des avions
 (août 2023).

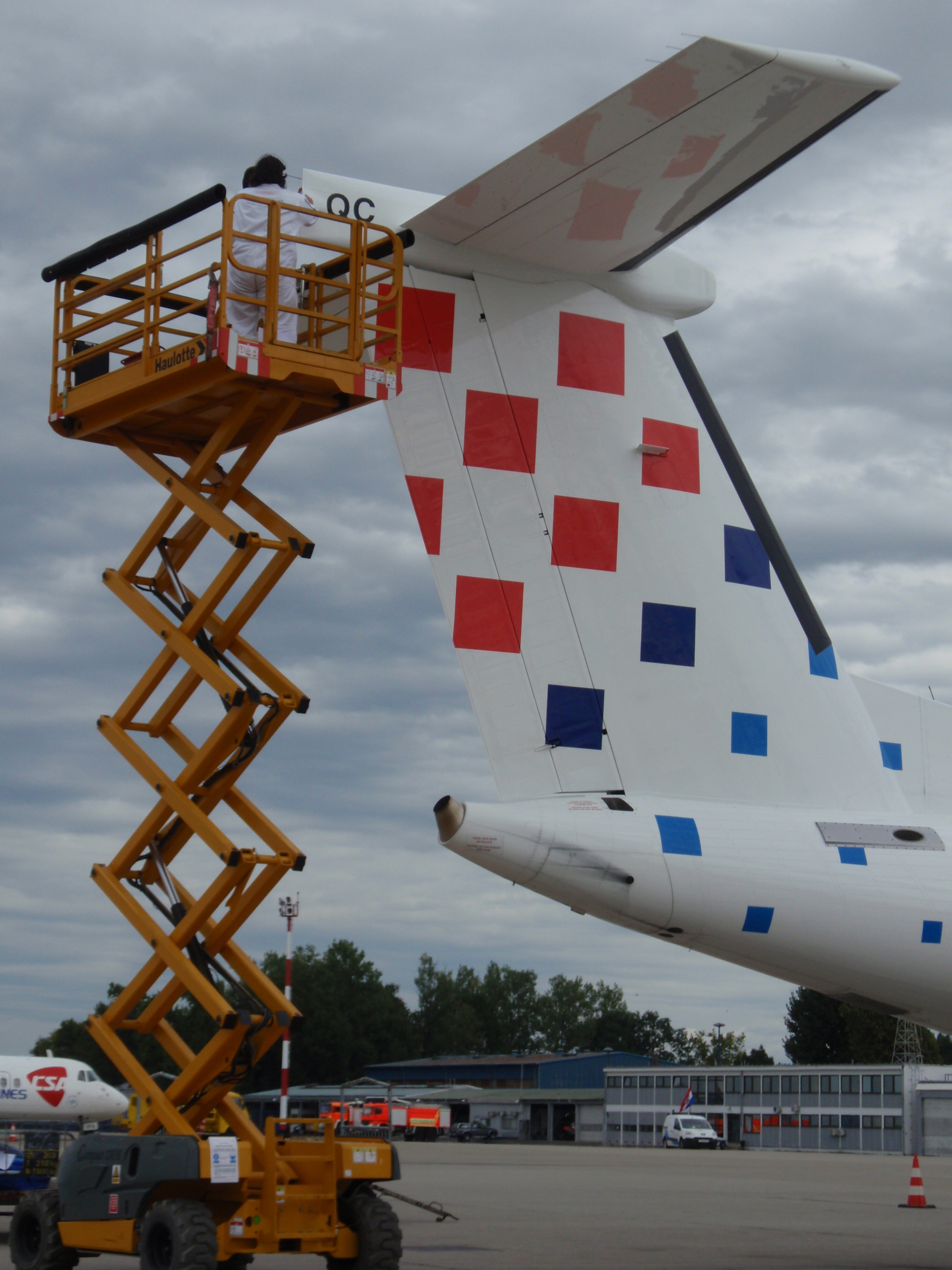
Examen de la queue d'un avion lors d'une visite.

Les visites de maintenance des avions mettent en jeu d'une part les compagnies aériennes, lesquelles ont, outre la responsabilité du service aérien, celle de la maintenance et de la réparation de leurs appareils, d'autre part les constructeurs aéronautiques, lesquels leur fournissent avec leurs appareils un jeu complet d’informations et de méthodes de maintenance et de réparation de ces appareils. Les constructeurs (Boeing et Airbus, et les autres) imposent aux compagnies des visites techniques régulières obligatoires, baptisées A, B, C et D, correspondant à un nombre donné d’heures de vol ou à une durée de vie estimée d’un appareil donné. Ces visites de maintenance des avions s’effectuent selon un rythme déterminé par les constructeurs. Depuis les années 2000, une robotisation de la maintenance aéronautique est envisagée pour venir compléter les opérateurs humains lors des visites de maintenance.

## « Les quatre types de visite »
Les opérations de maintenance et de réparation varient selon le modèle ou la famille de modèles. Plus la lettre est élevée, plus la durée entre deux visites est grande.
Aux quatre types de visite on ajoute parfois la visite dite de pré-vol, effectuée par le commandant ou le copilote avant le vol pour voir s'il n'y a pas de dégâts visibles extérieurement. S'y ajoute également le daily check (« visite quotidienne ») qui, dans les faits, n'a besoin d'être effectuée qu'au bout de 24 à 60 heures calendaires.

### Visite de type A
Cette opération (en anglais A-check) intervient environ tous les mois ou toutes les 500 heures de vol. Elle est effectuée généralement en une nuit dans une enceinte de l'aéroport. L’occurrence de la visite varie selon le type d'aéronef, le nombre de cycles (1 décollage et 1 atterrissage), ou le nombre d'heures de vol depuis la dernière visite. La cabine est vérifiée minutieusement et on procède aux changements d'huile et au contrôle des filtres.

### Visite de type B
Cette opération (en anglais B-check) se fait environ tous les 3 mois. La visite est généralement effectuée en une nuit dans une enceinte de l'aéroport. Tous les systèmes, comme les équipements de secours et les blocs de navigation, sont examinés. La visite de type B tend à être abandonnée au profit de celle de type A ou de celle de type C.

### Visite de type C
Cette opération (en anglais C-check) se fait environ tous les 12-18 mois ou en fonction d’un nombre précis d'heures de vol effectives défini par le constructeur. Cette visite dure une semaine. L'appareil étant mis hors service, il faut beaucoup d'espace, le plus souvent un hangar de maintenance. La structure entière de l'avion est passée au peigne fin. La carlingue est passée aux ultrasons pour déceler d'éventuelles fissures. Les pièces importantes du moteur sont vérifiées ainsi que les câblages. Tous les instruments de l'habitacle ou cockpit doivent fonctionner parfaitement.

### Visite de type D
Cette opération (en anglais D-check) est également connue sous le nom de « grande visite » (en anglais overhaul check) ou de « visite de maintenance lourde » (en anglais heavy maintenance check). Elle s’effectue environ tous les 4-5 ans. Elle nécessite plus de temps et d’espace que les autres types et doit être exécutée dans un hangar de maintenance. Elle dure au minimum 2 semaines, parfois jusqu’à 2 ou 3 mois en fonction du type d’appareil, de son âge et du nombre d’heures de vol. Les compagnies en profitent généralement pour installer les dernières améliorations apportées par les constructeurs. L’appareil est alors immobilisé au sol pour une longue période, au cours de laquelle tous ses composants sont inspectés et réparés si nécessaire. Une visite de type D de gros porteur comprend généralement l’exécution de quelque 10 000 à 15 000 tâches complexes, précises, et rigoureusement réglementées. L’appareil est désossé complètement pour contrôler systématiquement tous ses organes, y compris la moindre parcelle de sa structure. Cette visite coûte plusieurs millions d'euros.

## Planification
La planification des visites varie selon le pays, l’avion, la compagnie, etc. Certaines compagnies intègrent la visite D (qui nécessite la dépose des pièces) dans la visite C, si bien que cette dernière est un peu plus longue. Cela évite de laisser l'avion hors service durant 2 ou 3 mois pour la visite D.

## Exécution
La fonction de maintenance est assurée par des entreprises d’ingénierie en maintenance et réparation pouvant appartenir à la compagnie aérienne, ou bien constituer une société indépendante chargée d’exécuter la maintenance périodique définie par les constructeurs.